# Heteropoda jugulans
Heteropoda jugulans este o specie de păianjeni din genul Heteropoda, familia Sparassidae. A fost descrisă pentru prima dată de L. Koch, 1876.
Este endemică în Queensland. Conform Catalogue of Life specia Heteropoda jugulans nu are subspecii cunoscute.